# Cipriano Tornos
Cipriano Tornos y Blasco (Atea, 26 de septiembre de 1833 - Madrid, 30 de noviembre de 1918) fue un sacerdote católico, convertido al protestantismo a finales del siglo XIX y ordenado pastor en 1876.

## Biografía
Nacido en Atea, provincia de Zaragoza, ingresó en la orden de las Escuelas Pías a los catorce años, en 1848 vistió la sotana y en 1852 se graduó. Su habilidad como orador se manifestó a los veintitrés años, en 1855, cuando recibió las órdenes de diácono. Inició su labor como profesor en el colegio de San Fernando (Madrid), ordenándose sacerdote en 1857. El 17 de febrero de 1865 se le concedió el título de Predicador Supernumerario de Su Majestad Isabel II para la Capilla Real.
Con la consecución de la libertad de culto en España tras la revolución de 1868, conocida como "La Gloriosa", el Padre Tornos canalizó todas sus energías hacia la lucha contra la propagación del protestantismo, una tarea que emprendió tanto en Madrid como en todo el territorio español.

### Conversión al protestantismo
En el año 1873 se le preguntó sobre su opinión acerca de los protestantes. Primero fue a la Sociedad Bíblica en las dependencias de la iglesia El Salvador, en la plazuela del Limón de Madrid, donde se le entregó un ejemplar de las "110 divinas consideraciones" de Juan de Valdés y el "Tratado de Doctrina Útil" de Juan Pérez de Pineda Después de leerlo, fue a hablar con el Reverendo John Jameson y el pastor Ángel Blanco Fernández, encontrando una fe que transformaría su vida. Uno de los primeros seguidores de este cambio radical fue Josefa Pérez de Gavira, quien, siendo una devota asidua en el confesionario del padre Tornos, lo acompañó en su transición hacia el protestantismo y se convirtió en su fiel esposa.
El 1 de noviembre de 1874, frente a una audiencia numerosa, pronunció su primer sermón en la Iglesia del Salvador, ahora en la calle Leganitos, 4. Este lugar se convertiría en el epicentro de sus labores pastorales durante los siguientes cuarenta años. 
La implantación de la constitución de 1876, con el cambio de libertad religiosa por tolerancia, hace que Cipriano Tornos presente a un exalumno suyo, Álvaro Figueroa y Torres, conocido como conde de Romanones, una recopilación de 150.000 firmas en contra de las medidas tomadas contra los protestantes.   

### Comienzo del pastorado
Ese mismo año fue ordenado pastor de la Iglesia El Salvador. Su talento residía en su habilidad para la predicación y la evangelización gracias a un profundo conocimiento del alma humana y a la capacidad de infundir solemnidad en cada servicio. Utilizaba la repetición como una herramienta poderosa, enfatizando hasta tres veces las frases que consideraba más importantes.  
El 2 de mayo de 1912 forma parte de la Junta Nacional de la recién creada Federación Española de Escuelas Dominicales, junto con el Obispo Cabrera como Presidentes Honorarios, siendo Presidente ejecutivo Francisco Albricias; Secretario, Vicente Mateu; Tesorero, Guillermo Summers y como vocales Jorge Fliedner, Adolfo Araújo y Miguel Barroso.En 1914 se traslada la iglesia a la ubicación que ocupa actualmente, en la calle Noviciado, 5 de la capital de España, donde habría una Escuela para niños y donde redactó diversos libros de texto. 
En Madrid, el 15 de julio de 1915 se constituye la Alianza Evangélica Española, donde formó parte del primer Comité Directivo, cuyos Presidentes de Honor eran el Obispo Cabrera y el Reverendo Guillermo Gulick; Cipriano Tornos actuaría como Presidente ejecutivo.
Además de su labor como predicador, dejó un legado perdurable a través de iniciativas como la Asociación Hospitalario-Funeraria, que proporcionaba apoyo financiero en casos de enfermedad o fallecimiento mediante una cuota mensual de 50 céntimos. También destacó por la construcción del edificio en la calle Noviciado, que albergaba escuelas, una enfermería, comedores, salas de reuniones, oficinas y viviendas, además de un templo protestante. Este complejo, junto con todas sus instalaciones, fue posible gracias a las generosas donaciones de personas como Agustín Santacruz y Cerrajería, de una familia aristocrática, así como de Benita Teixier, quien contribuyó con todos sus ahorros, frutos de su labor como costurera.
Fue presidente de la Iglesia Evangélica Española, presidente de la Alianza Evangélica Española y director del Semanario "El Cristiano".